# Bewhy
У цьому корейському імені прізвище (Лі) стоїть перед особовим ім'ям.
Лі Бьон Юн (кор. 이병윤; нар. 15 червня 1993, Інчхон, Південна Корея), більш відомий під сценічним ім'ям BewhY (кор. 비와이) — південнокорейський репер і член групи «$exy $treet & Yello Music». Спочатку він вибрав «BY» як сценічний псевдонім, але змінив його на «BewhY», щоб надати цьому імені значення. Сценічне ім'я придумав репер Сі Джемм, давній друг Бьонюна зі середньої школи.
Bewhy зайняв перше місце в шоу Show Me the Money 5 у 2016 році, а друг дитинства Сі Джемм посів друге місце в шоу. Bewhy відомий як побожний християнин.

## Кар'єра
У 2018 році приймав учать у шоу The Call Project No.4, де разом зі співаком Теміном (SHINee) записав пісню «Pinocchio (피노키오)».

## Особисте життя
У жовтні 2020 року Лі Бьон'юн одружився зі своєю дівчиною, з якою зустрічався 8 років.
Лі Бьон'юн вступив в армію 23 серпня 2021 року, де він служить офіцером поліції морської піхоти.
13 січня 2023 року у співака народилась донька.
22 квітня Лі Бьон Юн був звільнений зі строкової служби.

## Дискографія

### Студійні альбоми
| Назва                                 | Деталі альбому | Пікові позиції у чартах | Продажі                 |
| Назва                                 | Деталі альбому | KOR                     | Продажі                 |
| ------------------------------------- | --- | ----------------------- | ----------------------- |
| Time Travel                           | - Реліз: 10 березня 2015 - Лейбл: Sexy Street & Yello Music, Luminant Entertainment - Формати: CD, цифрове завантаження | —                       | Н/Д                     |
| The Blind Star                        | - Релиз: 17 вересня 2017 - Лейбл: Dejavu Group, LOEN Entertainment - Формати: CD, цифрове завантаження                  | 13                      | - Південна Корея: 1,454 |
| The Movie Star                        | - Реліз: 25 липня 2019 - Лейбл: Dejavu Group, LOEN Entertainment - Формат: CD, цифрове завантаження                     | 38                      | - Південна Корея: 1,000 |
| «—» релізи, які не потрапили у чарти. | |                         |                         |

### Мініальбоми
| Назва                                | Деталі альбому                                                                                                 | Пікові позиції у чартах | Продажі |
| Назва                                | Деталі альбому                                                                                                 | KOR                     | Продажі |
| ------------------------------------ | --- | ----------------------- | ------- |
| The Blind Star 0.5                   | - Реліз: 3 вересня 2017 - Лейбл: Dejavu Group, LOEN Entertainment - Формат: CD, цифрове завантаження, стриминг | —                       | Н/Д     |
| NEO CHRISTIAN                        | - Реліз: 15 червня 2020 - Лейбл: Dejavu Group - Формат: CD, digital download, стриминг                         | Н/Д                     | Н/Д     |
| 032 Funk                             | - Реліз: 30 липня 2021 - Лейбл: Dejavu Group - Формат: CD, цифрове завантаження, стриминг                      | Н/Д                     | Н/Д     |
| «—» релізи, що не потрапили у чарти. | |                         |         |

### Мікстейпи
| Назва         | Деталі альбому                                          |
| ------------- | ------------------------------------------------------- |
| Be the Livest | - Реліз: 18 вересня 2012 - Формат: цифрове завантаження |

### Сингли
| Назва                                                                                | Рік                    | Найвища позиція у чарті | Продажі (DL)                | Альбом                 |
| Назва                                                                                | Рік                    | KOR                     | Продажі (DL)                | Альбом                 |
| Як головний виконавець                                                               | Як головний виконавець | Як головний виконавець  | Як головний виконавець      | Як головний виконавець |
| ------------------------------------------------------------------------------------ | ---------------------- | ----------------------- | --------------------------- | ---------------------- |
| «Waltz»                                                                              | 2014                   | —                       | Н/Д                         | Не увійшов до альбому  |
| «Swimming Bananas» feat. Keebo                                                       | 2014                   | —                       | Н/Д                         | Не увійшов до альбому  |
| «The Time Goes On»                                                                   | 2015                   | 17                      | - Південна Корея: 716,690   | Time Travel            |
| «In Trinity»                                                                         | 2015                   | —                       | Н/Д                         | Не увійшов до альбому  |
| «Shalom»                                                                             | 2016                   | —                       | Н/Д                         | Не увійшов до альбому  |
| «Forever»                                                                            | 2016                   | 2                       | - Південна Корея: 918,132   | Show Me the Money 5    |
| «Day Day» feat. Jay Park                                                             | 2016                   | 2                       | - Південна Корея: 1,039,009 | Show Me the Money 5    |
| «Fake» (자화상 part 2)                                                               | 2016                   | 39                      | - Південна Корея: 107,437   | Show Me the Money 5    |
| «Dejavu»                                                                             | 2017                   | 32                      | - Південна Корея: 87,163    | The Blind Star         |
| «Hewgeso» (휴게소)                                                                   | 2017                   | 73                      | - Південна Корея: 30,475    | The Blind Star         |
| «Scar» (흔적)                                                                        | 2017                   | —                       | - Південна Корея: 17,015    | The Blind Star 0.5     |
| «Red Carpet»                                                                         | 2017                   | 44                      | - Південна Корея: 38,269    | The Blind Star 0.5     |
| «My Star»                                                                            | 2017                   | 64                      | - Південна Корея: 32,722    | The Blind Star         |
| «Gottasadae» (가라사대)                                                              | 2019                   | 63                      | Н/Д                         | The Movie Star         |
| Колаборації                                                                          |                        |                         |                             |                        |
| «Freezing» (얼어) з Bill Stax, C Jamm, Konsoul & Scary'P                             | 2015                   | —                       | Н/Д                         | Не увійшов до альбому  |
| «I'm Not The Person You Used To Know» (니가 알던 내가 아냐) з Simon Dominic, One, G2 | 2016                   | 2                       | - Південна Корея: 751,667   | Show Me the Money 5    |
| «XamBaqJa» (쌈박자) з Simon Dominic                                                  | 2016                   | 29                      | - Південна Корея: 110,830   | Show Me the Money 5    |
| «Puzzle» з C Jamm                                                                    | 2016                   | 3                       | - Південна Корея: 697,668   | Не увійшов до альбому  |
| «International Wave» з Talib Kweli                                                   | 2016                   | 64                      | - Південна Корея: 50,305    | Не увійшов до альбому  |
| «Someday» with Asura                                                                 | 2016                   | 100                     | - Південна Корея: 18,164    | Не увійшов до альбому  |
| «Uno» (우노) з Big K.R.I.T.                                                          | 2017                   | 97                      | - Південна Корея: 15,380    | Не увійшов до альбому  |
| «Like Me» з A$AP TyY & C Jamm                                                        | 2017                   | —                       | Н/Д                         | Не увійшов до альбому  |
| «Karma» з Babylon, Verbal Jint, The Quiett, TakeOne, Nucksal                         | 2018                   | —                       | Н/Д                         | Caelo                  |
| «Side By Side»                                                                       | 2020                   | —                       | Н/Д                         | Sweet Home             |
| «—» релізи, що не потрапили у чарти.                                                 |                        |                         |                             |                        |

## Фільмографія

### Телевізійний серіал
| Рік  | Назва                     | Мережа | Роль        | Нотатки            | Прим.  |
| ---- | ------------------------- | ------ | ----------- | ------------------ | ------ |
| 2018 | Костюми                   | KBS2   | Самого себе | Камео, епізоди 3-4 | [ 25 ] |
| 2021 | Пентхаус: Війна в житті 3 | SBS    | Лі Бьонхун  | Камео, еп. 14      | [ 26 ] |

### Різні шоу
| Рік  | Мережа | Назва               | Нотатки                      |
| ---- | ------ | ------------------- | ---------------------------- |
| 2015 | Mnet   | Show Me the Money 4 | Учасник                      |
| 2016 | Mnet   | Show Me the Money 5 | Учасник, переможець 5 сезону |
| 2018 | Mnet   | The Call            |                              |
| 2019 | Mnet   | Show Me the Money 8 | Суддя                        |
| 2020 | Mnet   | Show Me the Money 9 | Суддя                        |

## Нагороди та номінації
| Рік  | Нагорода                | Категорія                       | Номінант / робота                             | Результат    | Прим.  |
| ---- | ----------------------- | ------------------------------- | --------------------------------------------- | ------------ | ------ |
| 2016 | Melon Music Awards      | Top Ten Artists                 | BewhY                                         | Перемога     | [ 27 ] |
| 2016 | Mnet Asian Music Awards | Best Rap Performance            | «Puzzle» (з C Jamm)                           | Перемога     | [ 28 ] |
| 2017 | Gaon Chart Music Awards | Discovery of the Year (Hip Hop) | BewhY                                         | Перемога     | [ 29 ] |
| 2017 | Korean Music Awards     | Rookie of the Year              | BewhY                                         | Номінація    | [ 30 ] |
| 2017 | Korean Music Awards     | Best Hip Hop Song               | «Forever»                                     | Перемога     | [ 31 ] |
| 2017 | Korean Hip-hop Awards   | Artist of the Year              | BewhY                                         | Номінація    | [ 32 ] |
| 2017 | Korean Hip-hop Awards   | Hip Hop Track of the Year       | «Forever»                                     | Перемога     | [ 33 ] |
| 2017 | Korean Hip-hop Awards   | Collaboration of the Year       | «₩ 1,000,000» (with G-Dragon, Okasian and CL) | Номінація    | [ 32 ] |
| 2020 | Korean Hip-hop Awards   | Hip Hop Track of the Year       | «Gottasadae»                                  | Номінація    | [ 34 ] |
| 2020 | Korean Hip-hop Awards   | Music Video of the Year         | «Gottasadae»                                  | Номінація    | [ 34 ] |
| 2020 | Korean Music Awards     | Best Rap & Hip Hop Song         | «Gottasadae»                                  | В очікуванні | [ 35 ] |